# Saint-Aubin-des-Grois
Saint-Aubin-des-Grois település Franciaországban, Orne megyében. Lakosainak száma 58 fő (2018. január 1.). Saint-Aubin-des-Grois Saint-Jean-de-la-Forêt, Dame-Marie, Perche en Nocé, Préaux-du-Perche és Saint-Cyr-la-Rosière községekkel határos.

## Népesség
A település népessége az elmúlt években az alábbi módon változott:
| Lakosok száma | 131  | 139  | 101  | 75   | 60   | 63   | 63   | 61   | 59   | 58   |
|               | 1962 | 1968 | 1975 | 1982 | 1990 | 2008 | 2013 | 2015 | 2017 | 2018 |